# Minneapolis Auditorium
Le Minneapolis Auditorium était une salle de basket-ball située à Minneapolis dans le Minnesota.

## Historique